# Evangelisches Klinikum Bethel

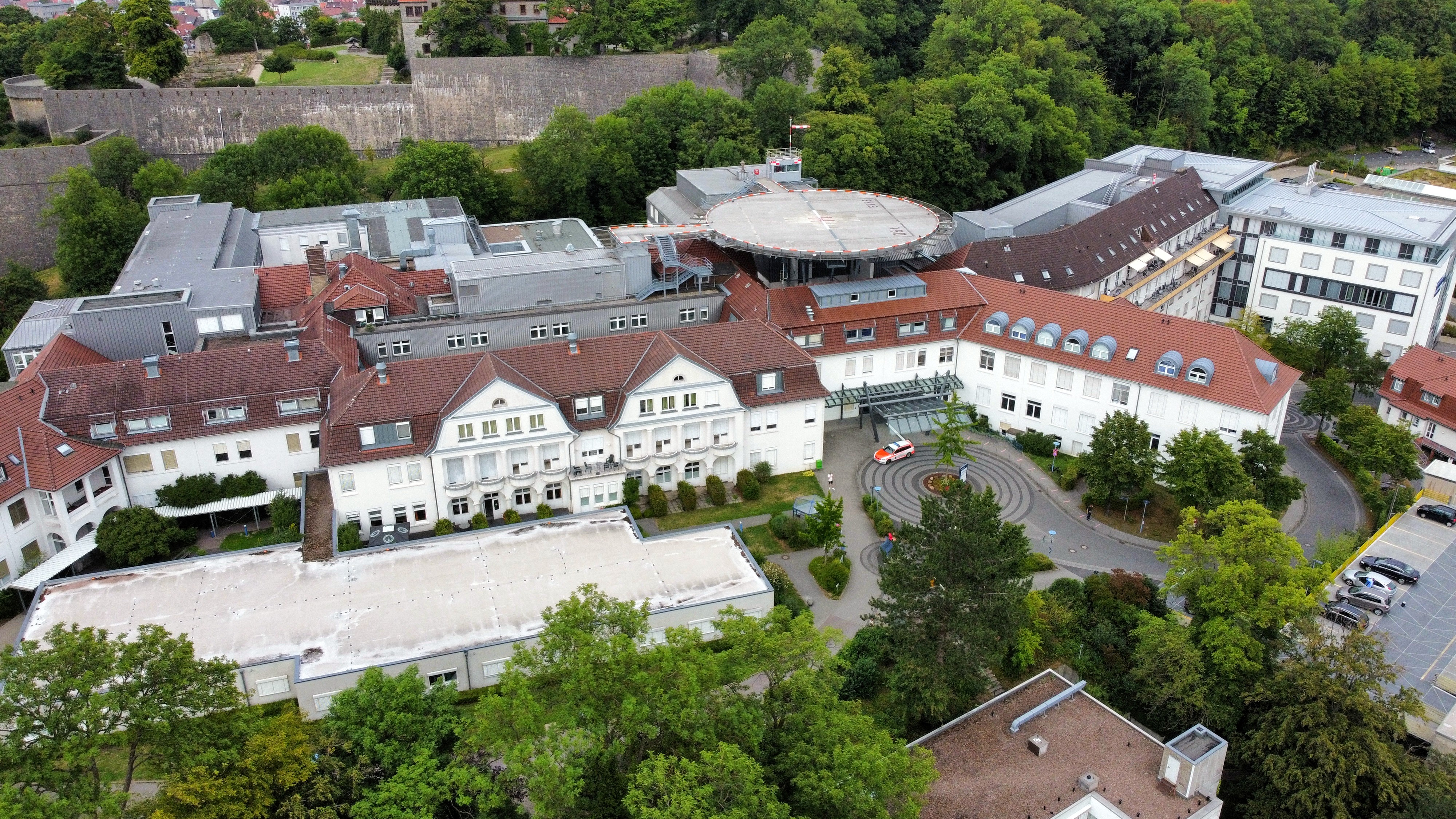
Evangelisches Klinikum Bethel: Luftbild Haus Gilead I (2022)

Das Evangelische Klinikum Bethel (EvKB; bis März 2017 Evangelisches Krankenhaus Bielefeld) ist ein deutsches Krankenhaus in Bielefeld. Es bildet seit 2020 zusammen mit dem Klinikum Bielefeld und dem Klinikum Lippe das Universitätsklinikum OWL der Universität Bielefeld.

## Geschichte
Gesellschafter des Krankenhauses sind die v. Bodelschwinghschen Stiftungen Bethel (97 Prozent) und das Evangelische Johanneswerk (3 Prozent), die beiden größten Diakonischen Einrichtungen Europas. Die Krankenhaus Mara gGmbH mit der Universitätsklinik für Epileptologie (Epilepsie-Zentrum Bethel) und der Universitätsklinik für Inklusive Medizin ist eine Schwestergesellschaft des Evangelischen Klinikums Bethel. Es ist ein Fachkrankenhaus der v. Bodelschwinghschen Stiftungen Bethel. Die Geschäftsführung und alle weiteren Zuständigkeiten innerhalb der Verwaltung liegen beim EvKB.
In der Klassifizierung nach dem Krankenhausplan des Landes Nordrhein-Westfalen ist das EvKB (inklusive des Krankenhauses Mara) ein Haus der regionalen Spitzenversorgung mit insgesamt rund 1.755 (EvKB: 1.555, Mara 200) stationären Betten zuzüglich teilstationärer und ambulanter Angebote. Es verfügt über 24 bettenführende Fachabteilungen, drei Belegabteilungen und vier Institute. Die Häuser erwirtschafteten im Jahr 2007 einen Umsatz von 213 Millionen Euro (EvKB 189 Millionen Euro, Mara 24 Millionen Euro). 2008 waren es nach aktuellen Berechnungen 223 Millionen Euro (EvKB 198 Millionen Euro, Mara 25 Millionen Euro). Die Anzahl der stationär behandelten Patienten lag 2007 bei 50.300 Fällen (Fallzahl), 2008 bei 51.115 Fällen und 2015 bei 56.997 Fällen.
Außerdem ist es das größte evangelische Akutkrankenhaus in Deutschland.
Das Haus war durch das Britische Verteidigungsministerium als Vertragskrankenhaus ausgewählt worden und zuständig für die medizinische Versorgung der britischen Streitkräfte und ihrer Angehörigen in der Region. Das EvKB und das Krankenhaus Mara beschäftigen insgesamt rund 4.600 Mitarbeiter. 475 Ärzte und annähernd 1.600 ausgebildete Krankenpfleger bilden die größten Berufsgruppen. Hinzu kommen 385 Auszubildende in der Krankenpflege, Altenpfleger und Pflegehelferinnen. In der Hauswirtschaft sind rund 200 Mitarbeiterinnen tätig. Ein großer Teil der Einrichtungen befindet sich im Bielefelder Stadtteil Gadderbaum in der Ortschaft Bethel. Ein weiterer zentraler Standort ist das Johannesstift in Bielefeld-Schildesche. Einige kleine Einheiten liegen dezentral im Stadtgebiet.
Das EvKB bildet angehende Mediziner aus: Das EvKB ist ein Universitätsklinikum und seit 2020 Teil des Universitätsklinikums OWL der Universität Bielefeld. Bis dahin war es Akademisches Lehrkrankenhaus der Westfälischen Wilhelms-Universität Münster, von 2011 bis 2016 war es ebenfalls Lehrkrankenhaus der Universität Pécs (Ungarn). Das EvKB arbeitet auch mit der Universität Bielefeld im Bereich der Gesundheitswissenschaften und der Klinischen Linguistik zusammen. Das Krankenhaus bildet mit den Gesundheitsschulen in den Bereichen Pflege (ab 2020 Generalisierte Pflege), Medizinisch-technische Radiologie-Assistenz (MTRA), Ergotherapie und Diätasistenz aus.
Das EvKB selbst ist wiederum Mehrheitsgesellschafter folgender Tochtergesellschaften:
- Medizinisches Versorgungszentrum Bielefeld am EvKB GmbH, Bielefeld
- Zentrum für Ambulante Rehabilitation GmbH (ZAR Bielefeld), Bielefeld

Im Jahr 2006 machte das Krankenhaus einen Verlust von 3,6 Millionen Euro, woraufhin am 20. Juni 2007 der Hauptgeschäftsführer Franz Streyl vom Aufsichtsrat „mit sofortiger Wirkung aus seinem Amt entfernt“ wurde. Man habe dem ehemaligen Geschäftsführer nicht länger vertrauen können, da Streyl die finanzielle Steuerung der neuen Groß-Klinik nicht in den Griff bekommen hätte. Später wurden jedoch auch die „bleibenden Verdienste“ erwähnt und dass Streyl „die hohe Reputation des Krankenhauses in der Bevölkerung und der Fachwelt wesentlich mit sichergestellt“ habe.
Am 1. September 2007 wurde als Nachfolger Heiner Meyer zu Lösebeck eingestellt. Er hatte die Aufgabe, die Klinik innerhalb von drei Jahren wieder in die schwarzen Zahlen zurückzubringen und brachte das EvKB zu einem Ergebnis von plus 4 Millionen Euro im Jahr 2010.
Im Januar 2012 wurde dann Rainer Norden zum Geschäftsführer des EvKB benannt. Der Kaufmann arbeitet seit 1996 für die v. Bodelschwinghschen Stiftungen Bethel und ist im Vorstand Bethels für den Bereich Betriebswirtschaft/Finanzen verantwortlich.
Seit dem 1. März 2017 firmiert das Krankenhaus als Evangelisches Klinikum Bethel (EvKB).
Im Januar 2019 wurden Maren Thäter (Vorsitz) und Matthias Ernst als Geschäftsführung des EvKB benannt. Im Krankenhaus Mara liegt der Vorsitz bei Matthias Ernst. Der bisherige Geschäftsführer Rainer Norden wechselte als Vorsitzender in den Aufsichtsrat des Krankenhauses. Im Juni 2020 schied Maren Thäter aus der Geschäftsführung aus. Ab April 2021 bildeten Mathias Kreft und Matthias Ernst gemeinsam die Geschäftsführung, den Vorsitz hatte Mathias Kreft inne. Seit Januar 2024 ist Thorsten Kaatze vorsitzender Geschäftsführer des EvKB.
Seit 2020 bildet das EvKB zusammen mit dem Klinikum Bielefeld und dem Klinikum Lippe das Universitätsklinikum OWL der Universität Bielefeld.

## Neurozentrum
Das Neurozentrum im EvKB behandelt fachübergreifend (interdisziplinär) Erkrankungen der Nerven, der Muskeln und des Gehirns. Bekannt ist das Epilepsie-Zentrum Bethel, dessen Kern die Universitätsklinik für Epileptologie für Kinder und Erwachsene im Fachkrankenhaus Mara bildet. Sowohl konservativ als auch operativ wird die Epilepsie hier behandelt. Anteil daran hat die Universitätsklinik für Neurochirurgie des EvKB. Das EvKB sichert mit seinen Standorten Johannesstift und Bethel (Haus Gilead I) die Versorgung im Fachgebiet Neurologie für die Stadt Bielefeld und das Umland. Im Haus Gilead I in Bethel steht eine zertifizierte Stroke Unit – Schlaganfallstation – für die Versorgung im Notfall bereit. Die Neuroradiologie und die Neuropathologie liefern die notwendigen diagnostischen Erkenntnisse.

## Perinatalzentrum Bielefeld (Level 1)
Im Herbst 2009 wurde nach entsprechenden Umbauarbeiten eine Frühgeborenen-Intensivstation im Haus Gilead I eröffnet. Sie ist räumlich direkt mit dem Kreißsaal der Klinik für Gynäkologie und Geburtshilfe verbunden und bildet in Kooperation mit dieser, der Klinik für Kinderchirurgie sowie der Kinderanästhesiologie im EvKB ein Perinatalzentrum der höchsten Versorgungsstufe (Level 1). In diesem Verbund werden Risikoschwangerschaften und -geburten in Bielefeld und in der gesamten Region betreut.

## Onkologisches Zentrum Bielefeld
Das Onkologische Zentrum Bielefeld im EvKB behandelt Patienten mit Krebserkrankungen fachübergreifend in allen Altersstufen. Es wurde im März 2011 durch die Deutsche Gesellschaft für Hämatologie und Medizinische Onkologie e. V. (DGHO) als interdisziplinäres Onkologisches Zentrum zertifiziert. Durch die integrierte palliativmedizinische und onkologische Versorgung wurde von der Europäischen Gesellschaft für Medizinische Onkologie (ESMO) die Klinik für Innere Medizin, Hämatologie/Onkologie, Stammzelltransplantation und Palliativmedizin als Zentrum akkreditiert. Im März 2023 wurde das Onkologische Zentrum am EvKB durch die Deutsche Krebsgesellschaft zertifiziert.

## Kinderzentrum Bethel
Das Kinderzentrum Bethel vereint vier Kliniken, die Universitätsklinik für Kinder- und Jugendmedizin, die Klinik für Kinderchirurgie und Kinder- und Jugendurologie, die Universitätsklinik für Kinder- und Jugendpsychiatrie und Psychotherapie sowie die Abteilung für Kinderradiologie.
Die Universitätsklinik für Kinder- und Jugendmedizin behandelt im Jahr mehr als 10.000 Patienten stationär. Damit ist sie eine der größten Kinderkliniken in Deutschland. Im Oktober 2023 hat das Kinderzentrum nach 4-jähriger Bauzeit einen hochmodernen Neubau bezogen. Von den Kosten von 100 Millionen Euro wurden mehr als die Hälfte durch Spenden finanziert.

## Bielefeld gegen Krebs
Im September 2014 hat das Evangelische Klinikum Bethel (EvKB) mit Bielefeld gegen Krebs ein breit angelegtes Aufklärungskonzept über die Krebserkrankung ins Leben gerufen. Es hat das Ziel, langfristig und insbesondere nachhaltiges Wissen zum Thema in der Öffentlichkeit zu vermitteln und so durch frühere Diagnosen bessere Therapiemöglichkeiten für die Patienten zu erreichen. Dabei kooperiert das Krankenhaus mit Unternehmen aus Bielefeld und der Region.

## Missbrauchsskandal
Anfang 2021 wurde bekannt, dass der Assistenzarzt Phillip G. im Klinikum Bethel während des Nachtdienstes einer großen Anzahl Patientinnen das Schlafmittel Propofol gespritzt und sie anschließend vergewaltigt hatte. Nach Darstellungen mehrerer Opfer und diverser Medien habe das Klinikum Bethel auf Verdachtsmomente ungenügend und verspätet reagiert. Die rechtlichen Ermittlungen wurden eingestellt, da sich der   Täter  in der Untersuchungshaft erhängt hatte.
Im November 2021 wies das Justizministerium in Düsseldorf an, die Ermittlungen gegen die Klinik-Verantwortlichen wieder aufzunehmen. Das Ministerium beauftragte jedoch nicht die eigentlich zuständige Generalstaatsanwaltschaft in Hamm, sondern die 170 Kilometer von Bielefeld entfernte Staatsanwaltschaft in Duisburg – mit der Begründung, dass das Ministerium der lokalen Generalstaatsanwaltschaft misstraue: „Die zuständige Fachabteilung gelangte in einer Gesamtschau zu der Besorgnis einer möglichen Befangenheit auf Seiten der Generalstaatsanwaltschaft Hamm. Daher sollte mit der Staatsanwaltschaft Duisburg eine mit der Angelegenheit bislang nicht befasste Behörde beauftragt werden, um eine unvoreingenommene Prüfung zu gewährleisten“.
Erst daraufhin wurden die betroffenen Frauen, von denen viele durch den geschlechtskranken Täter  infiziert worden waren, von den Behörden informiert.
Der Fall wurde von der ARD in einer dreiteiligen Dokumentation aufgearbeitet und am 26. März 2025 im NDR Fernsehen ausgestrahlt.